# Сахле-Ворк Зевде
Сахле-Ворк Зевде (на амхарски: ሳህለወርቅ ዘውዴ) е етиопска политичка, президент на Етиопия и международна дипломатка.
Тя е първата жена в Етиопия, избрана на тази длъжност. Единодушно е избрана за президент от парламента на страната на 25 октомври 2018 г.
Преди това работи като специален представител на генералния секретар на ООН Антониу Гутериш и като началник на службата на ООН в Африканския съюз. През декември 2019 г. списание „Форбс“ я обявява за 93-тата най-влиятелна жена в света, както и за най-влиятелната африканска жена.

## Образование
Сахле-Ворк е родена на 21 февруари 1950 г. в Адис Абеба, където завършва средното си образование. След това учи естествени науки в Университета на Монпелие във Франция. Владее амхарски, френски и английски език.

## Кариера

### Дипломация
Става втората посланичка в историята на Етиопия. Служи като посланик в Сенегал с акредитация за Мали, Кабо Верде, Гвинея-Бисау, Гамбия и Гвинея в периода 1989 – 1993 г. От 1993 до 2002 г. е посланик в Джибути и постоянен представител в африканския търговски блок Междуправителствен орган за развитие. По-късно служи като посланик във Франция, едновременно акредитирана в Тунис и Мароко и като постоянен представител в ЮНЕСКО от 2002 до 2006 г.
Сахле-Ворк впоследствие става постоянен представител на Етиопия в Африканския съюз и Икономическата комисия на ООН в Африка, както и генерален директор по африканските дела във външното министерство на Етиопия.

### Работа в ООН
До 2011 г. Сахле-Ворк служи като специален представител на генералния секретар на ООН Пан Ки-мун и като началник на Службата за укрепване на мира на ООН в ЦАР. През 2011 г. е назначена за генерален директор на ООН в Найроби.
През юни 2018 г. генералният секретар на ООН Антониу Гутериш я назначава за свой специален представител в Африканския съюз и за началник на службата на ООН в Африканския съюз. Тя е първата жена, заела този пост.

### Президент на Етиопия
На 25 октомври 2018 г. Сахле-Ворк е избрана за президент на Етиопия и става първата президентка на страната Заема мястото на президента Мулату Тешоме, който подава оставка при неизяснени обстоятелства.
Очаква се тя да прослужи пълните 2 шестгодишни мандата. Ролята ѝ е главно церемониална (изпълнителната власт се държи от министър-председателя). Тя е единствената жена държавен глава на служба в Африка към 2019 г.
На 25 март 2020 г. Сахле-Ворк обявява в Туитър, че е помилвала над 4000 затворници, целейки да ограничи разпространението на пандемията от коронавирус в страната.. На 2 април същата година помилва още над 1500 затворници.